# كريستيان كولبغورنسن
كريستيان كولبغورنسن هو محامي وقاضي وسياسي دنماركي ونرويجي، ولد في 29 يناير 1749 في سوروم في النرويج، وتوفي في 17 ديسمبر 1814 في كوبنهاغن في الدنمارك.